# معبد مونتو

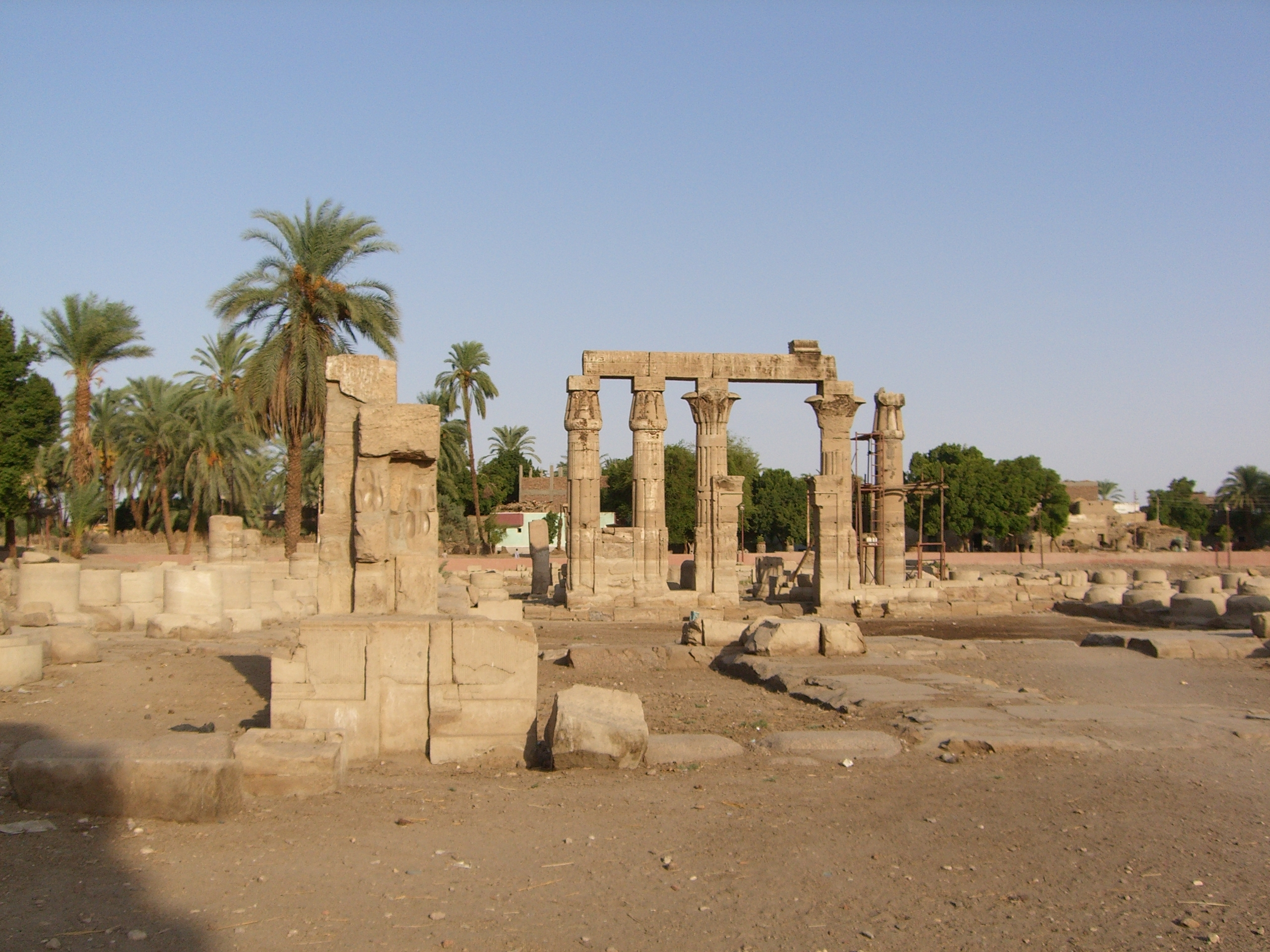
معبد مونتو در المدامود

معبد مونتو (عربی: معبد مونتو) یک معبد مصری در المدامود است که در آن به پرستش مونت (اسطوره) می‌پرداختند. این معبد در ۵ کیلومتری (۳٫۱ مایل) شمال شرقی کرنک واقع شده‌است که در اقصر واقع شده‌است.

## نگارخانه

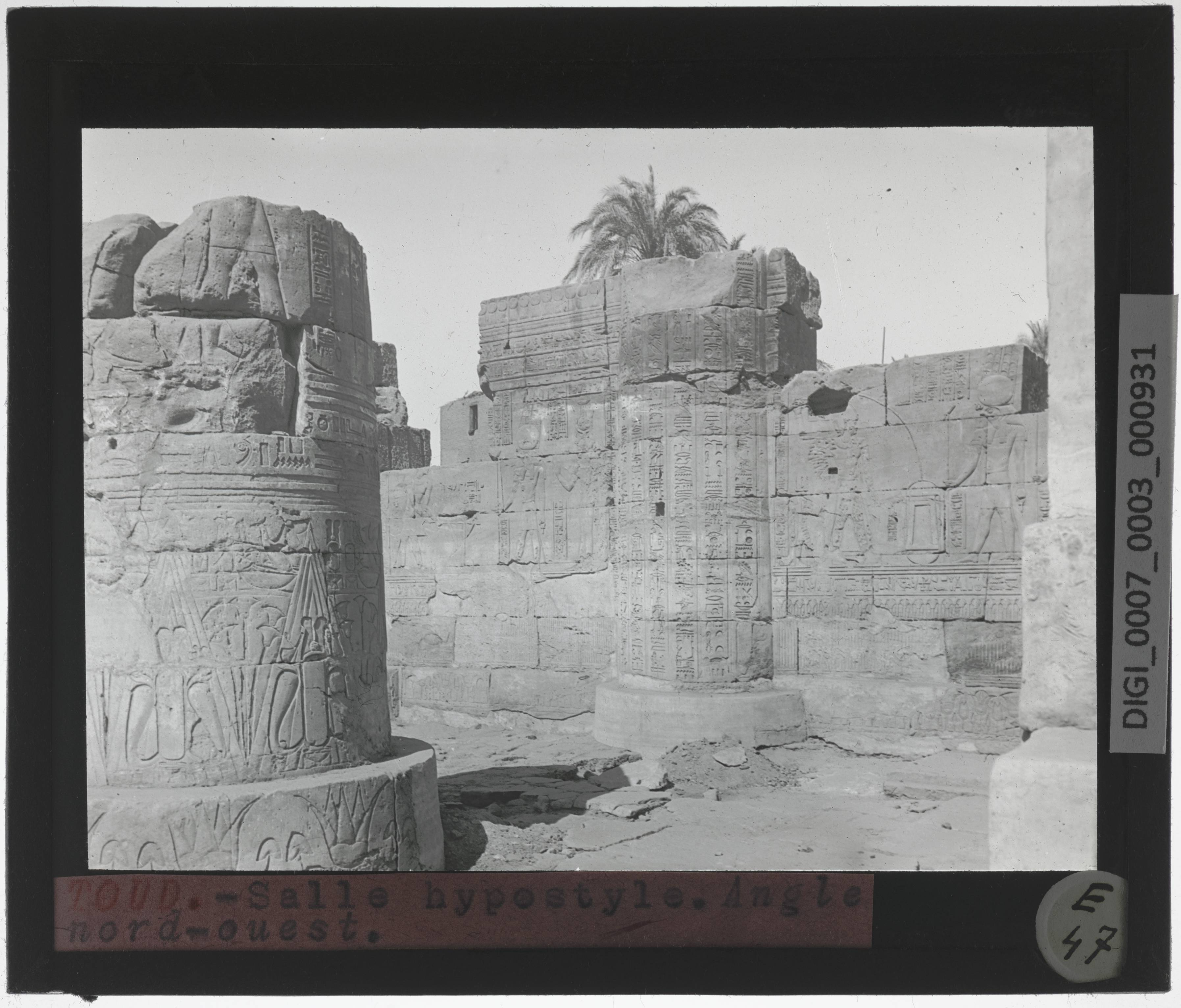
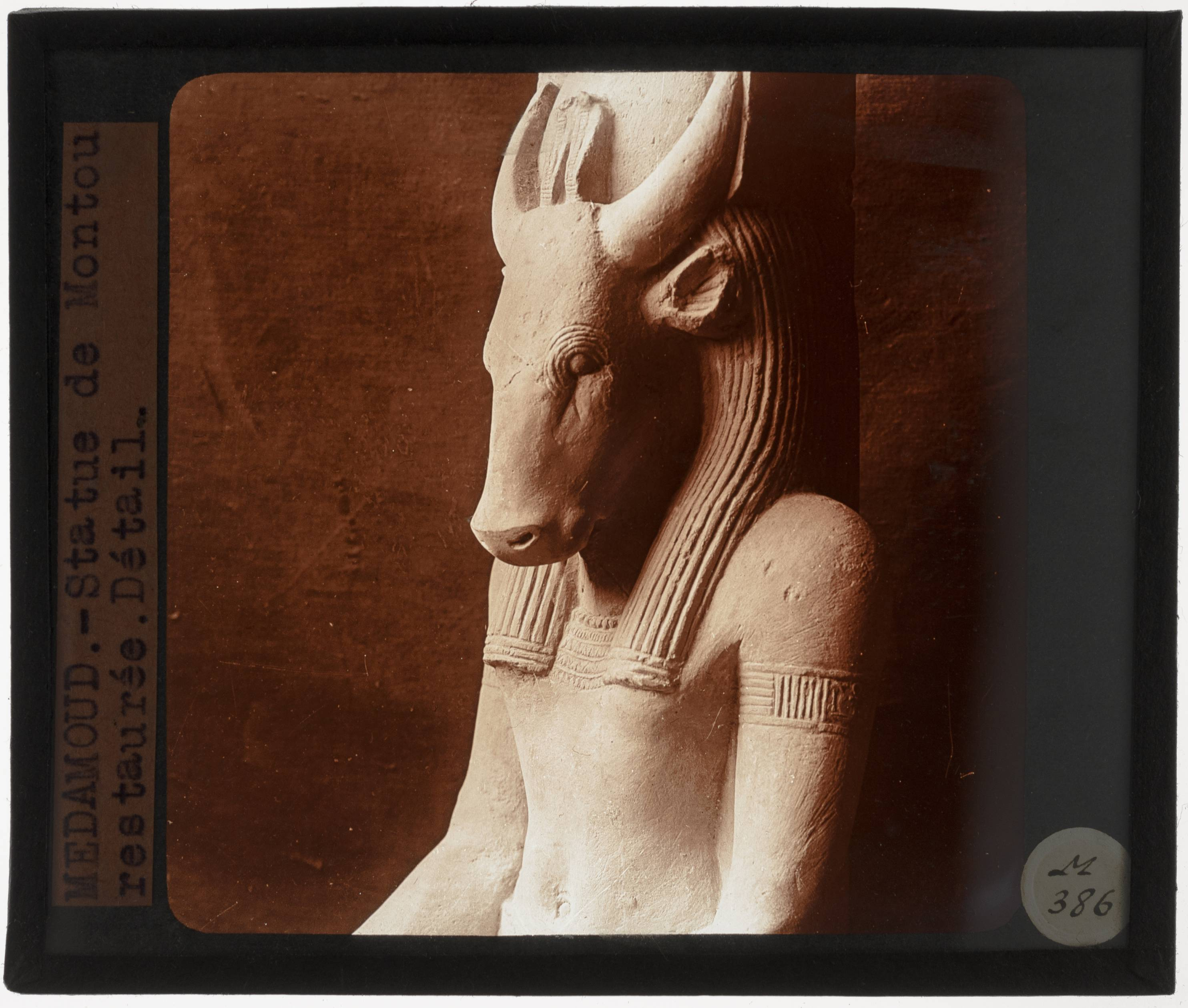
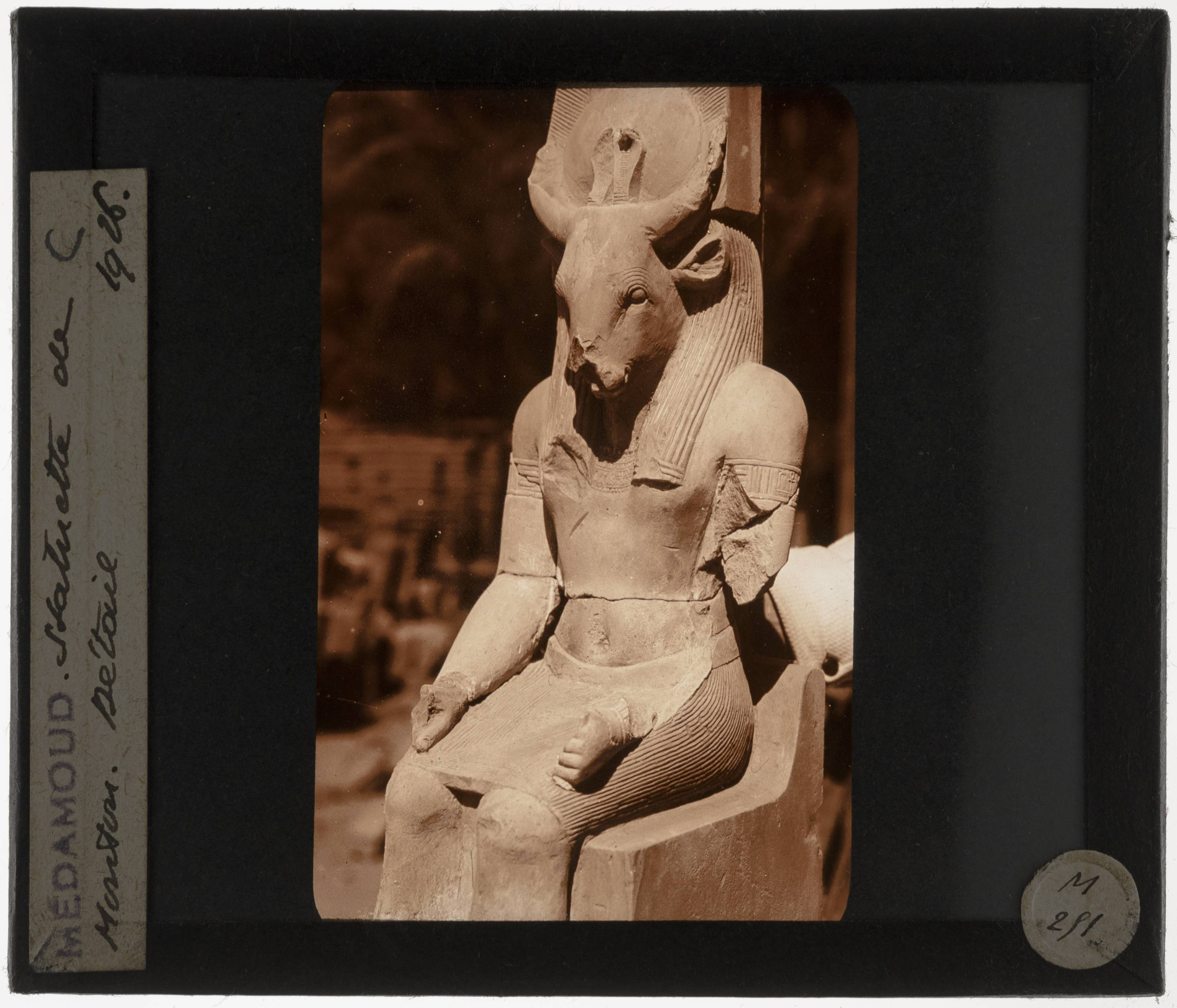
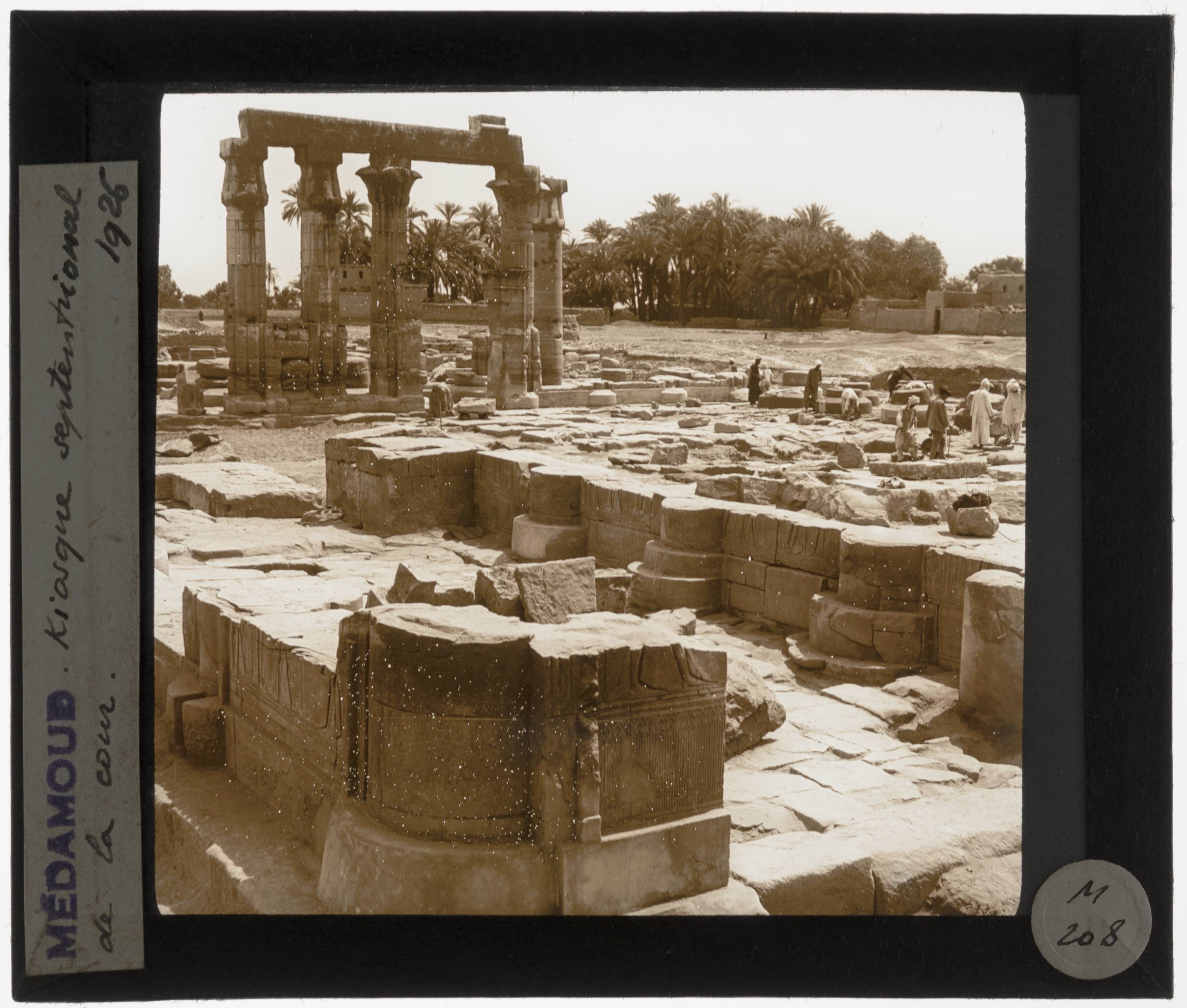
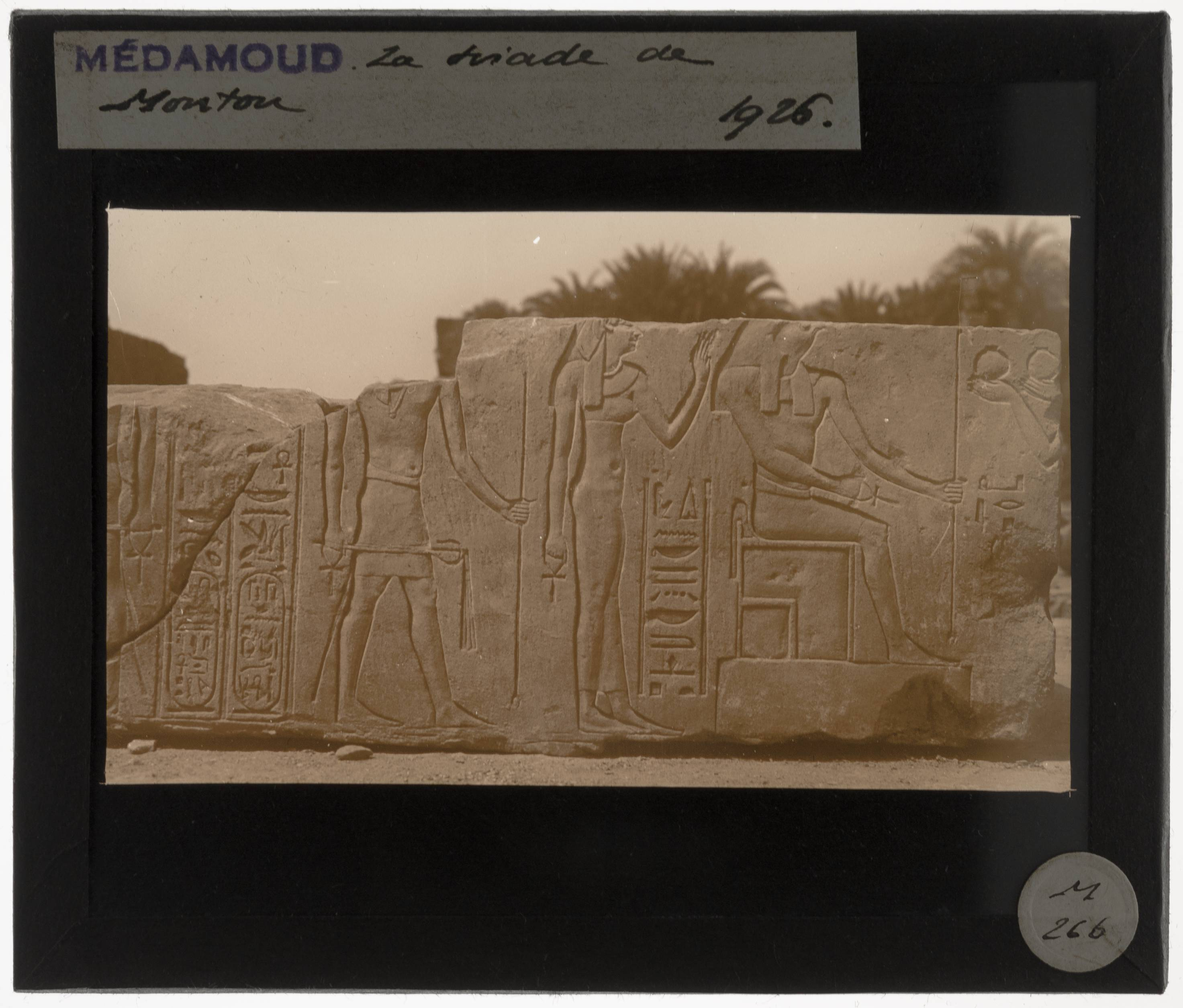
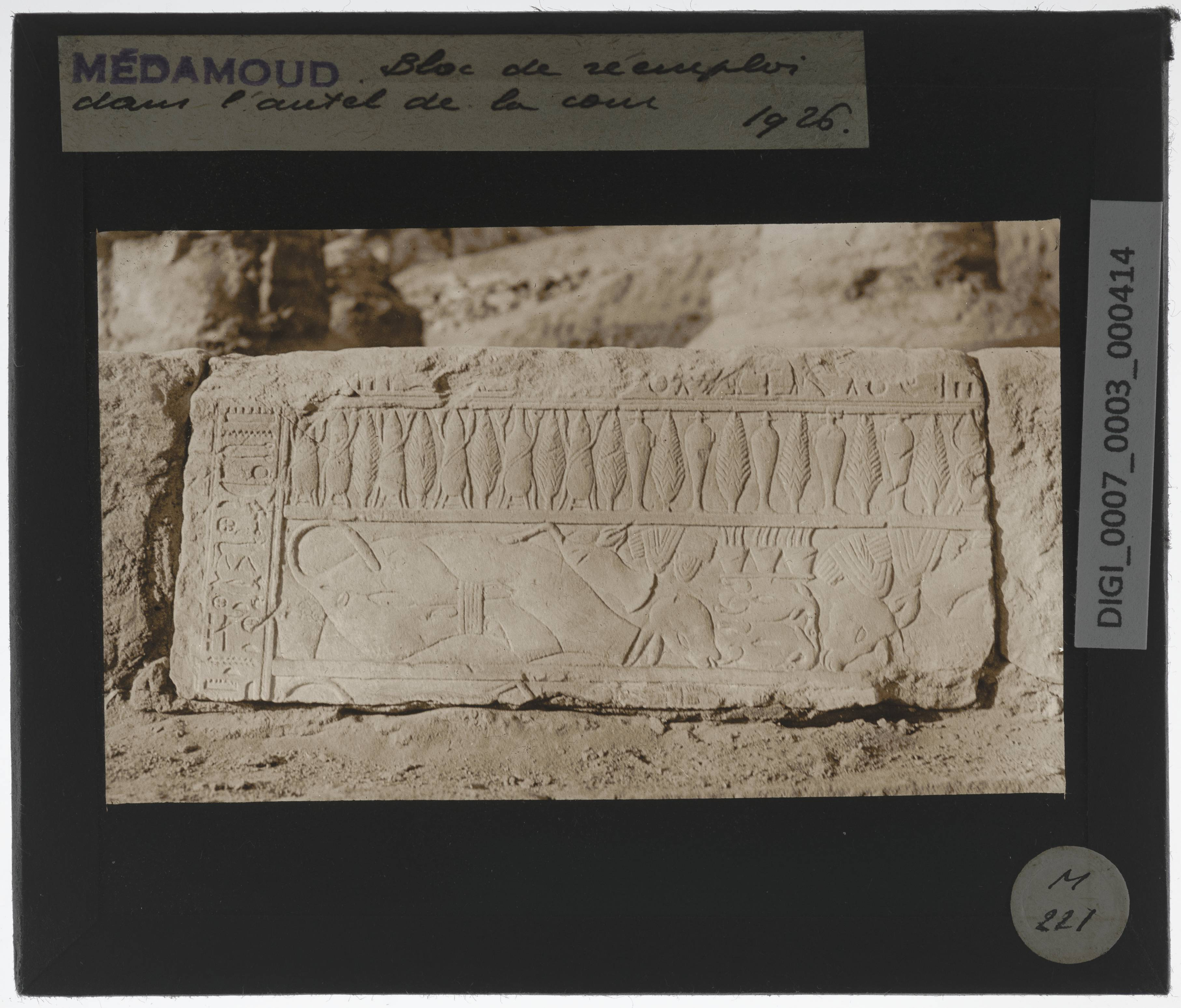
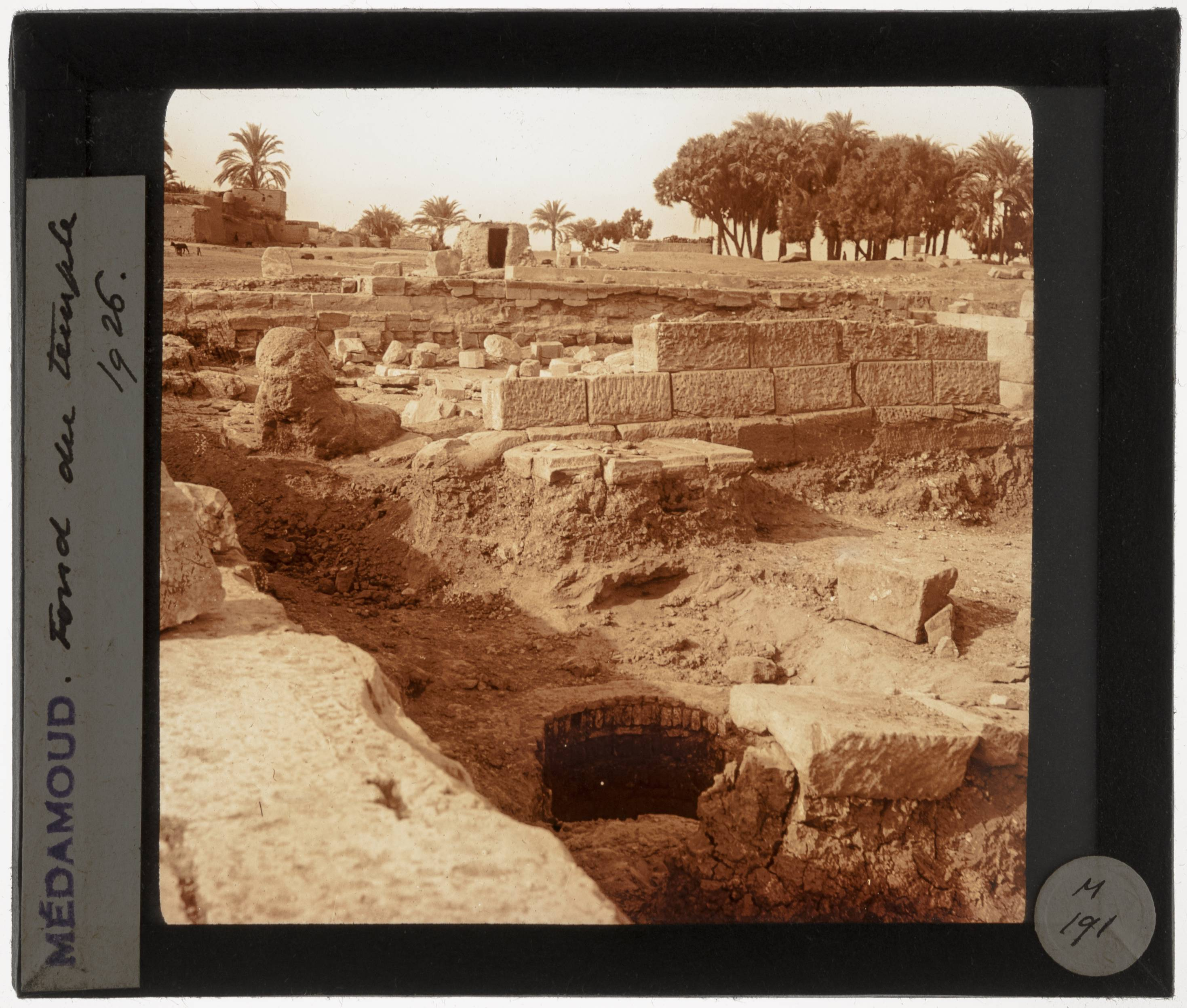
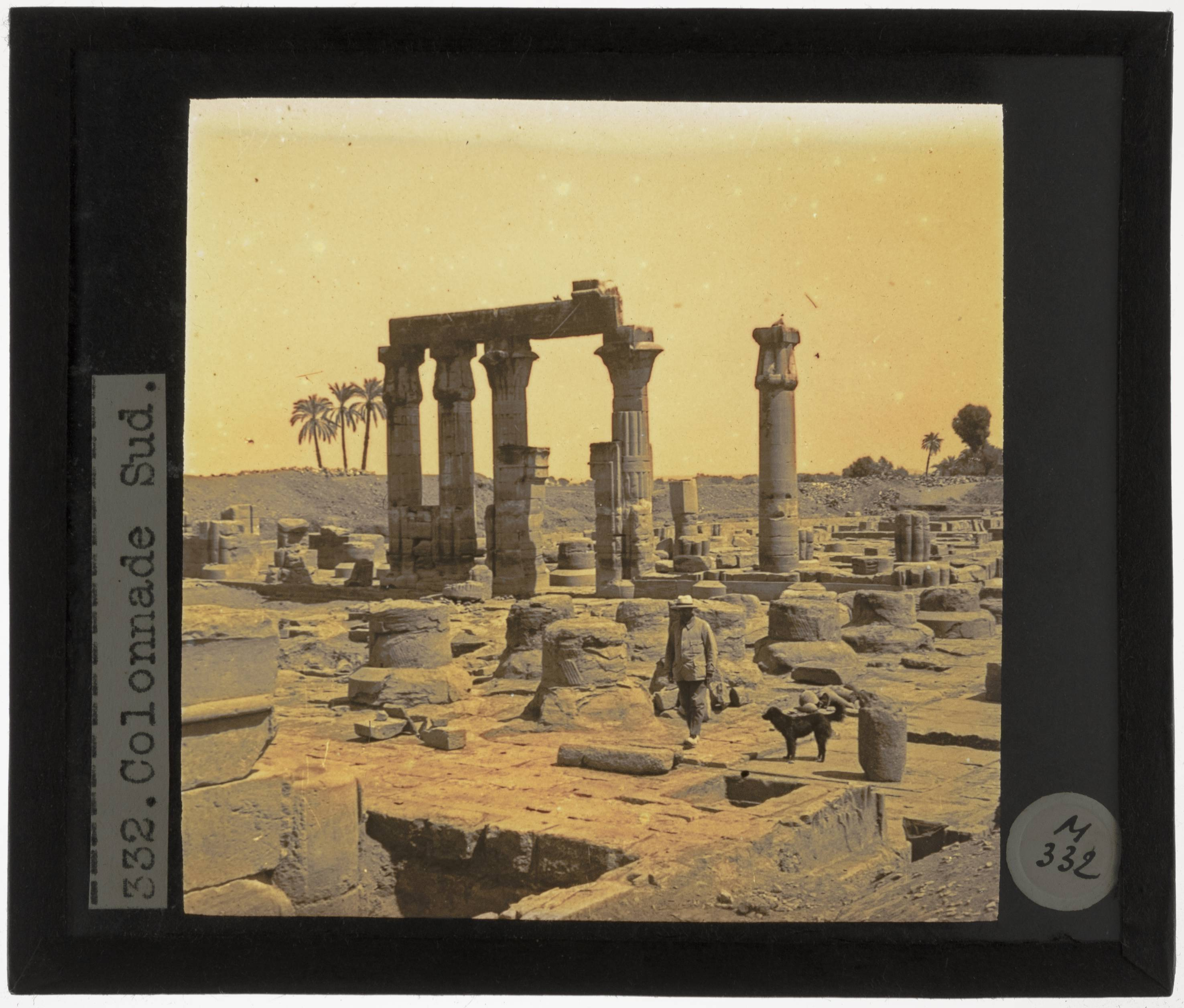
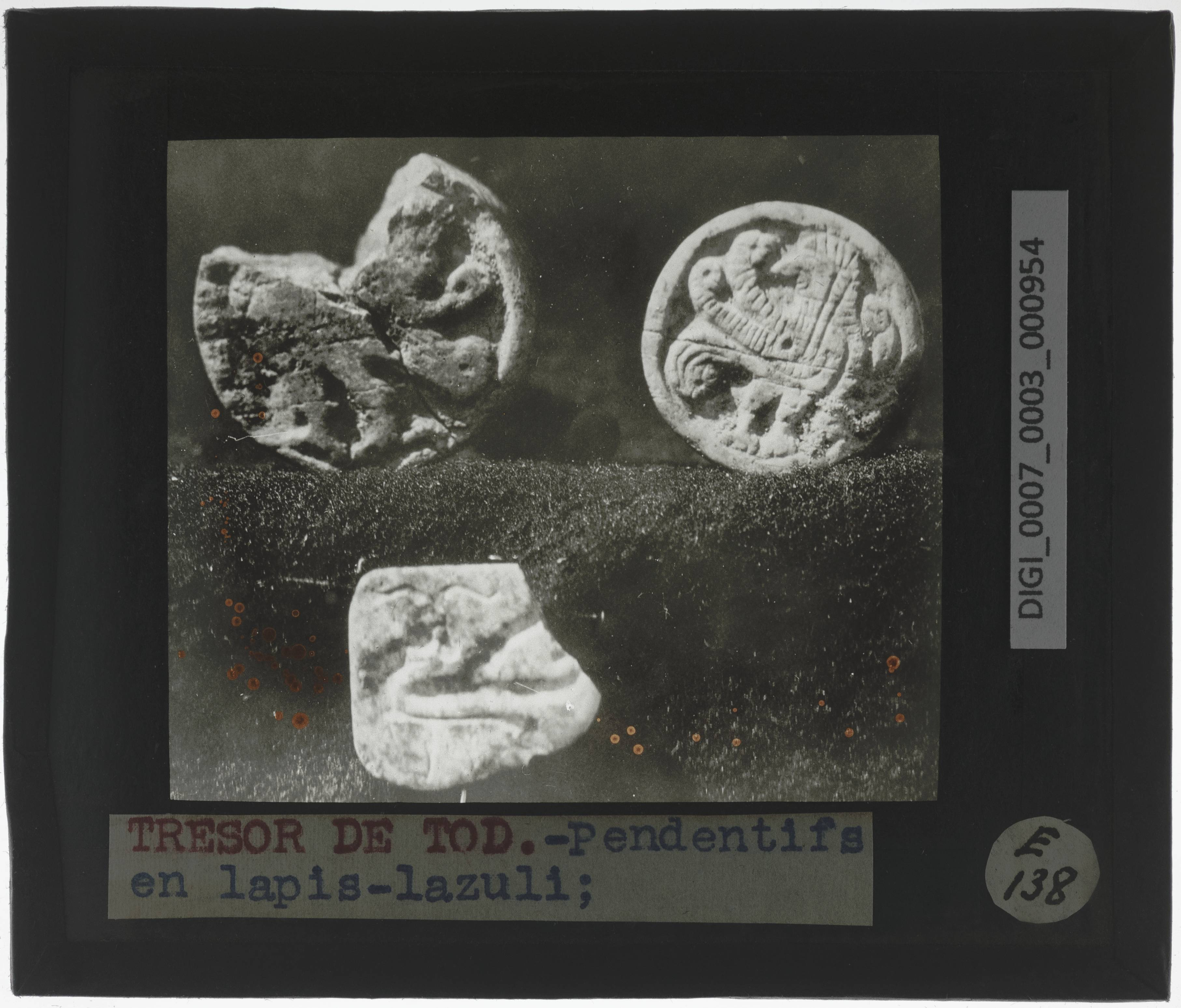
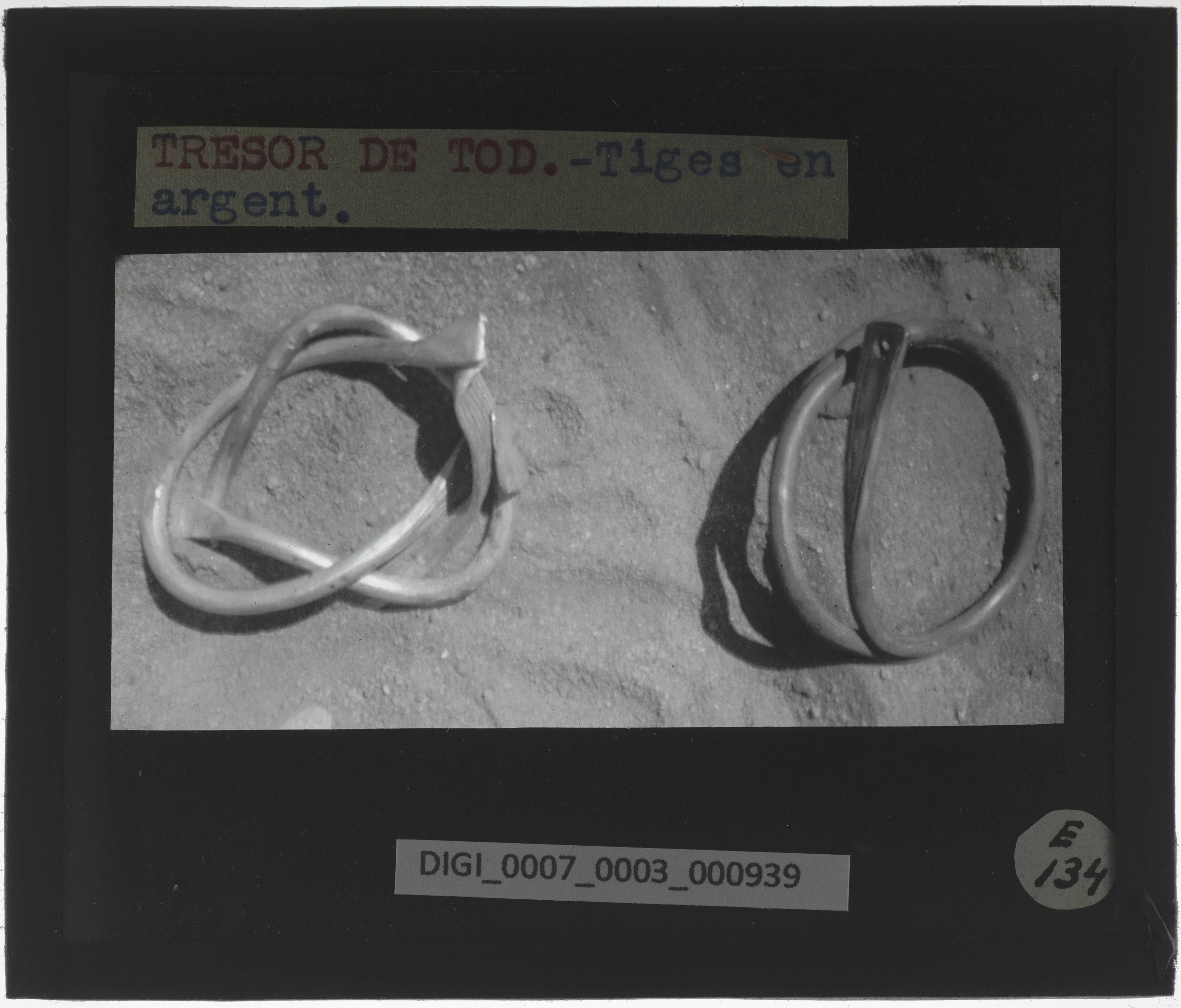
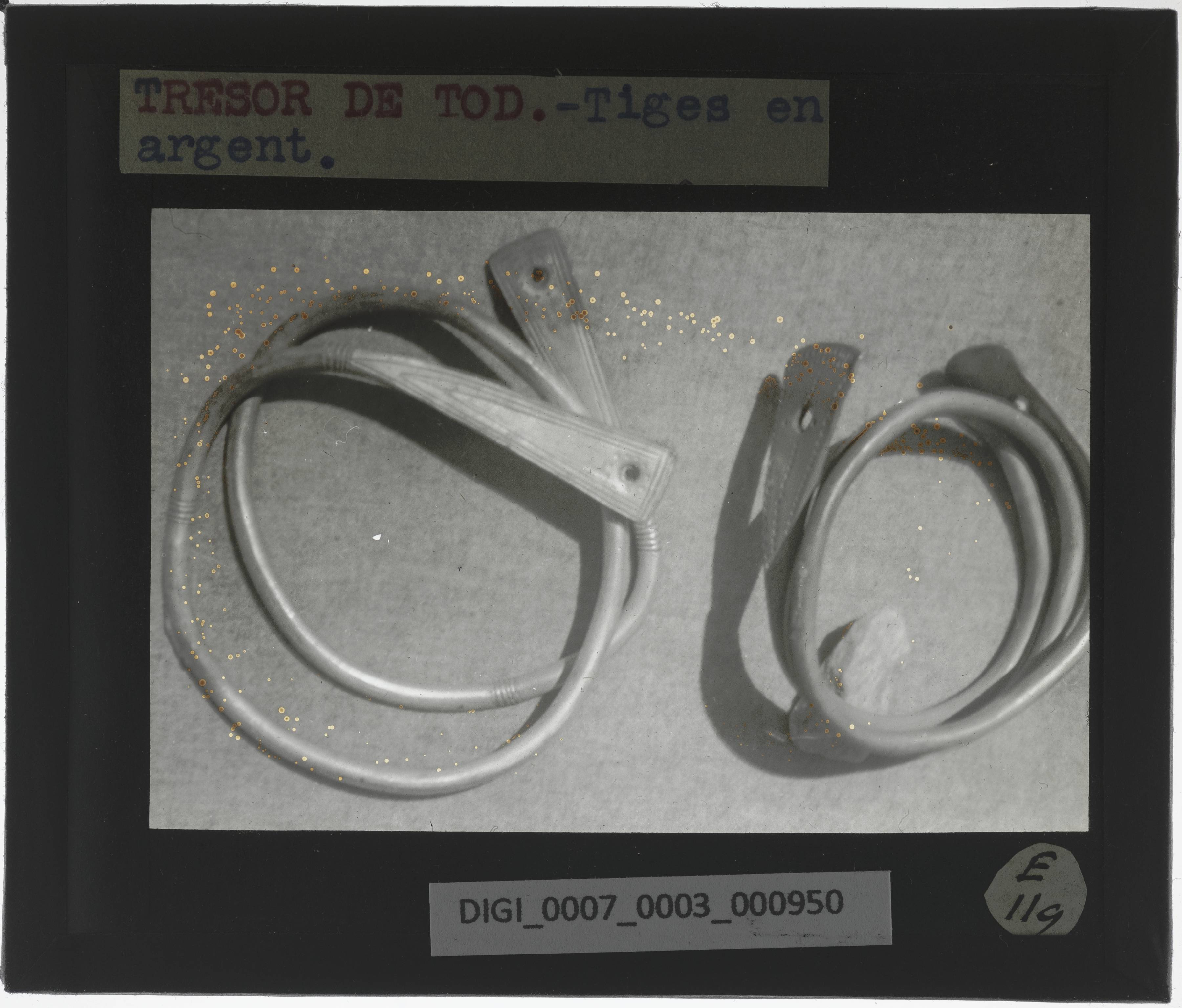
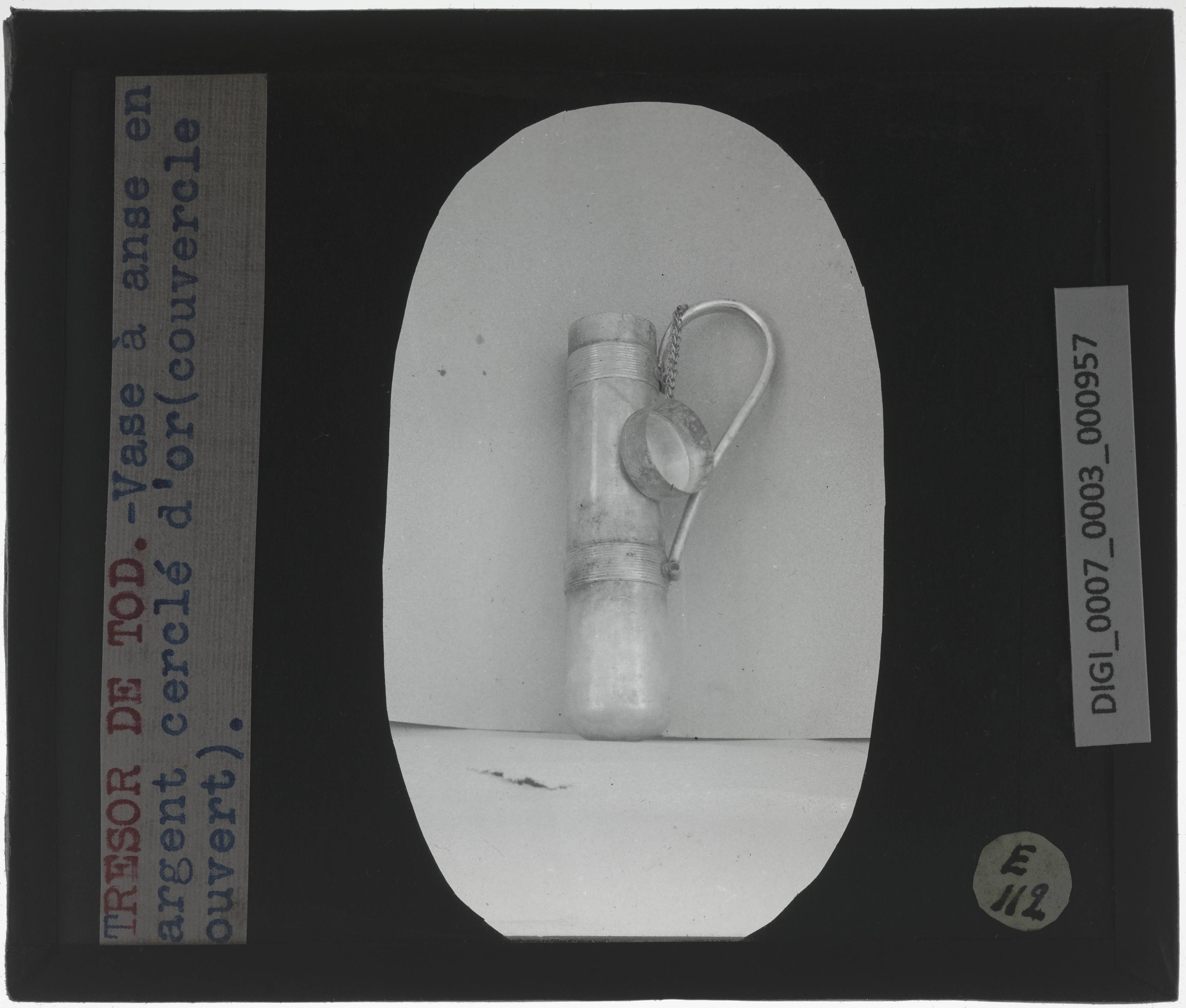
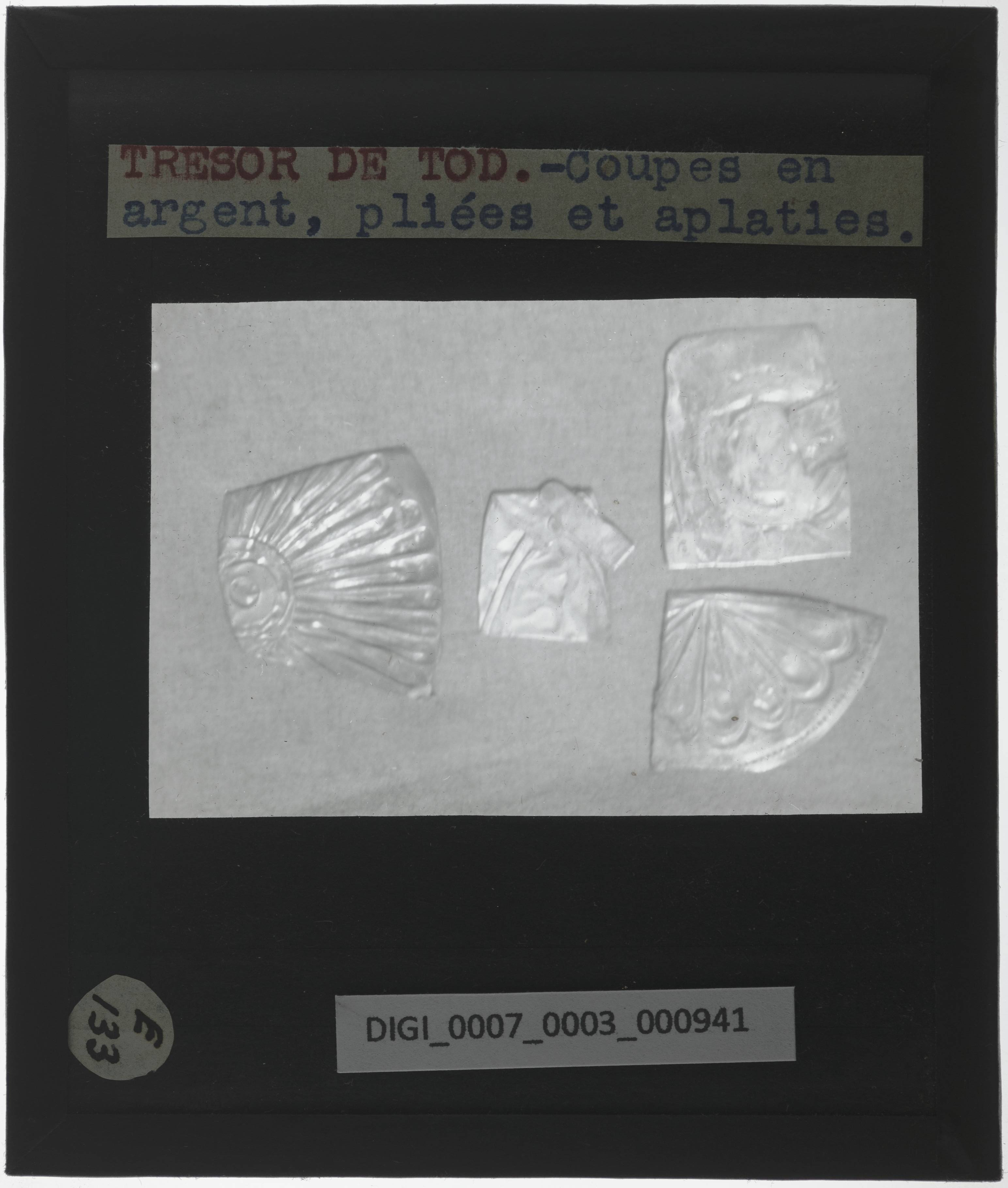
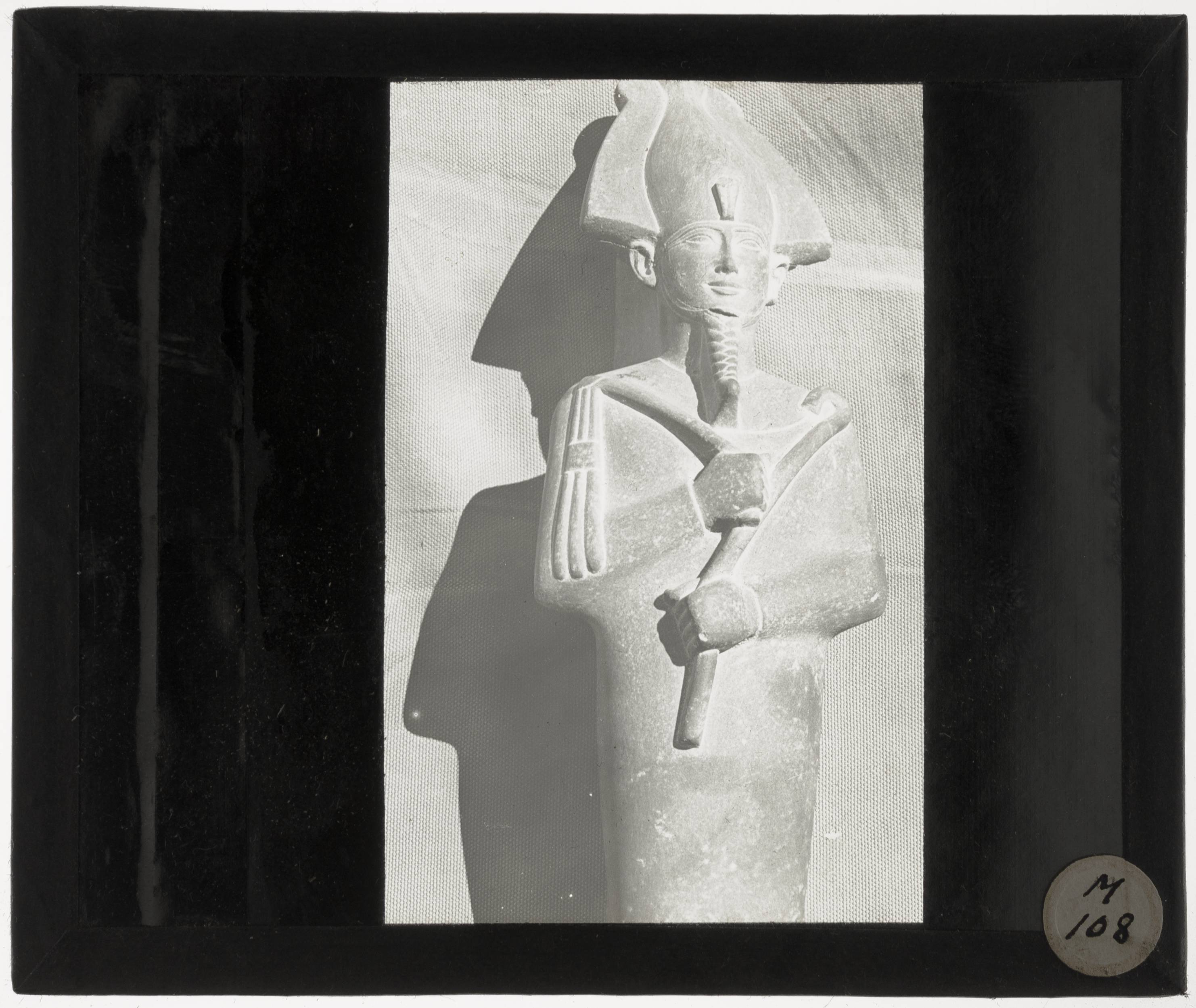
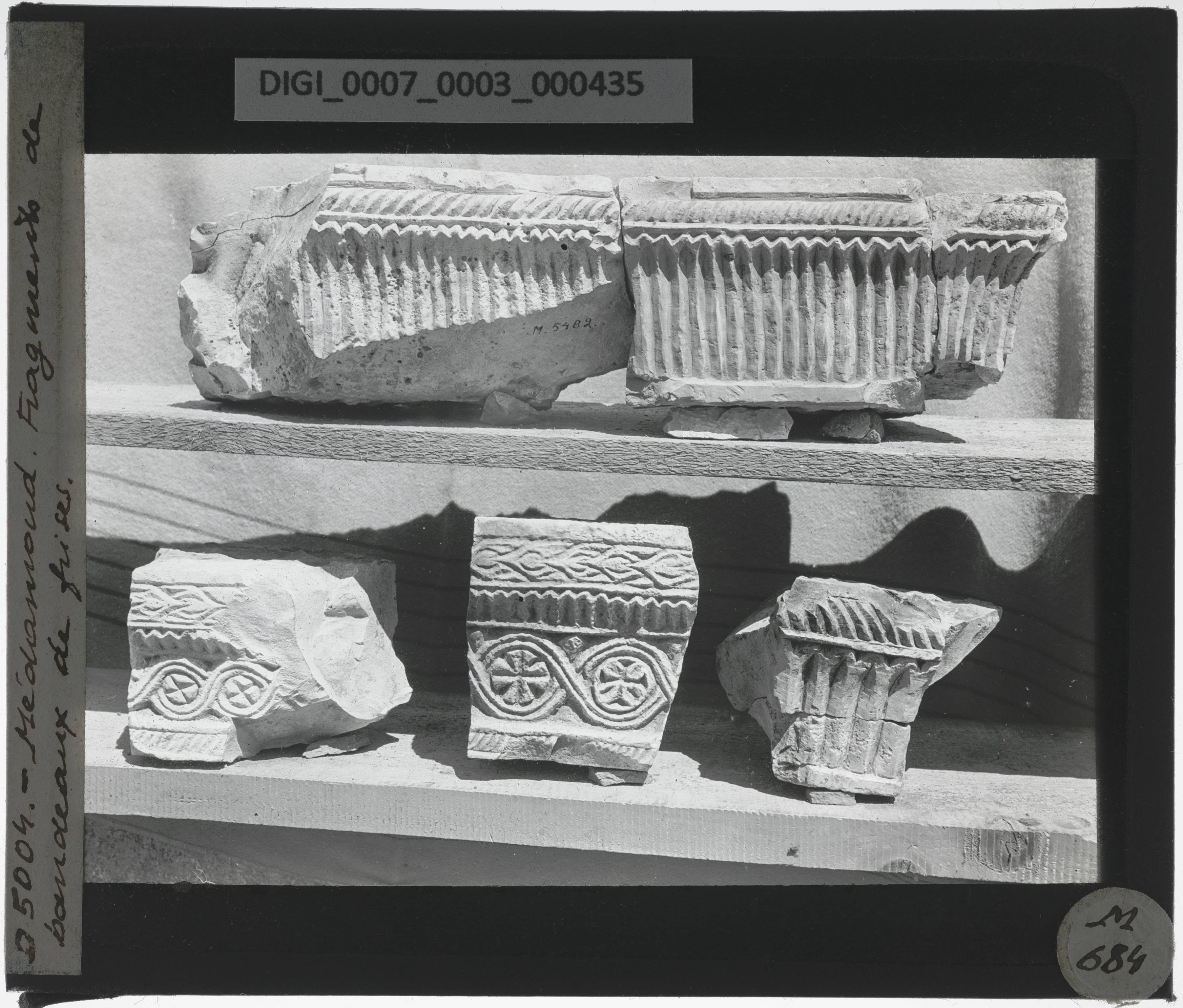